# Trdogorivni potisnik
Potisnik na trdo gorivo (ang. Solid Rocket Booster - SRB) "booster" je potisna naprava (raketa), ki uporablja raketne motorje na trdo gorivo. Uporabljajo se za povečanje potiska prve stopnje rakete, slednja po navadi uporablja raketne motorje na tekoče gorivo. Kdaj se za trdogorivne  potisnike uporablja oznaka - stopnja 0, sicer delujejo istočasno s prvo stopnjo.
Po navadi delujejo 2-3 minute in se potem ločijo od rakete in padejo nazaj na zemljo. V nekaterih primerih se spustijo na Zemljo so pomočja padala in ohišje se večkrat uporabi (raketoplan Space Shuttle).
Veliko zahodnih raket uporablja trdogorivne "boosterje" Space Shuttle, Delta II, Ariane 5, Atlas V in druge. V primeru Ariane 5 in Spaceshuttle, potisniki proizvajajo veliko večino potiska ob izstrelitvi (čez 80%).
Space Shuttlov trdgorivni potisnik je najmočnejši raketni motor na svetu s potiskom 1270 ton (12 MN) in težo okrog 500 ton..
Rusi niso uporabljali te vrste potisnikov, na težki raketi Energija, ki je podobna Space Shuttlu so uporabljali potisnike na tekoča gorivo (Zenit). So pa veliko uporabljali balistične ICBM z raketnimi motorji na trda goriva. Z njimi so tudi uspešno izstrelili manjše satelite v orbito.
Trdogorivni potisniki imajo prednost, da so močnejši, cenejši, ni potreba izdelava dragega motorja kot pri motorjih na tekoča goriva. Prav tako lahko čakajo na izstrelitvni ploščadi več časa, ni potrebno dotakati goriva, ki zavre pri motorjih na kriogenična goriva (npr. vodik). Imajo pa nižji specifični impulz in so nevarnejši za rokovanje. Prav tako je izdelava nevaren proces, v nesreči v Braziliji je umrlo več ljudi. Motorja na trdo gorivo se po zagonu ne da ustaviti, ustavijo se šele ko zmanjka goriva. Razvijajo pa tudi nove motorje pri katerih se bo dalo kontrolirati potisk in jih tudi večkrat zagnati med letom.
Potisniki SRB delajo zanesljivo v 99% primerih.